# Улица Ледманес (Рига)
Улица Ле́дманес (латыш. Lēdmanes iela) — улица в Видземском предместье города Риги, в микрорайоне Тейка. Начинается от улицы Ропажу и заканчивается перекрёстком с улицами Берзпилс и Старта, у железнодорожной станции Чиекуркалнс. С другими улицами не пересекается.
На всём протяжении имеет асфальтовое покрытие. Общая длина улицы составляет 264 метра. Общественный транспорт по улице не курсирует, но на улице Ропажу есть трамвайная остановка «Lēdmanes iela».
Название улицы встречается в списках улиц Риги с 1960 года. Оно происходит от названия старинного села Ледмане, центра Ледманской волости в Лиелвардском крае. Переименований улицы не было.

## Застройка
Помимо 5-этажных жилых домов, на улице Ледманес расположены социальные учреждения:
- дом 2 — реабилитационный центр «Mēs esam līdzās» («Мы рядом»), работающий со взрослыми и детьми с церебральным параличом[5];
- дом 3 — один из корпусов Рижского технического колледжа[6].